# ミック・グッドリック
ミック・グッドリック（Mick Goodrick、1945年6月9日 - 2022年11月16日）は、アメリカのジャズ・ギタリストであり、キャリアのほとんどを教師として過ごした。1970年代初頭には、ゲイリー・バートンやパット・メセニーと仕事をした。

## 略歴
エルヴィスのファンだったグッドリックは、10代になる前からギターを勉強し始め、数年後にはプロとして演奏するようになった。16歳のとき、スタン・ケントンのバンド・キャンプでジャズに興味を持つようになった。1963年から1967年までバークリー音楽大学に通った。バークリーで教えるようになった後、ゲイリー・バートンと数年間にわたりツアーを行った。ボストンに戻った後は、主に教育者としてのキャリアに落ち着いた。
グッドリックには、ビル・フリゼール、ジュリアン・レイジ、ジョン・スコフィールド、ラーゲ・ルンド、マイク・スターン、アヴネル・シュトラウス、ラレ・ミチッチなど、多くの著名な生徒がいる。彼の最初の著書『The Advancing Guitarist』は、あらゆるスタイルのギタリストのための取扱説明書となっている。また、ハーモニック・ヴォイス・リーディングの複雑さを取り上げた一連の書籍を執筆している。
グッドリックは、1980年代から1990年代初頭にかけて、チャーリー・ヘイデンのリベレーション・ミュージック・オーケストラと共演し、1980年代後半にはジャック・ディジョネットと、1990年代後半にはスティーヴ・スワロウと共演した。2005年にはモントリオール・ジャズ・フェスティバルでパット・メセニーと、2008年にはジャズ・スタンダードでウォルフガング・ムースピールとデュオで共演している。
グッドリックは2022年11月16日、長期にわたるパーキンソン病の影響により77歳で亡くなった。

## ディスコグラフィ

### リーダー・アルバム
- 『イン・パッシング』 - In Pas(s)ing (1979年、ECM)
- Biorhythms (1990年、CMP)
- 『アライヴァル』 - Arrival (1992年、RCA/Novus) ※with ジョン・アバークロンビー、ハーヴィー・シュワルツ、マーヴィン・スミッティ・スミス
- Rare Birds (1993年、RAM) ※with ジョー・ディオリオ
- Sunscreams (1994年、RAM)
- In the Same Breath (1996年、CMP)
- Noisy Old Men (2002年、Jam) ※with ジョン・アバークロンビー、スティーヴ・スワロウ、ゲイリー・チャフィー

### 参加アルバム
ゲイリー・バートン
- 『ニュー・クァルテット』 - The New Quartet (1973年、ECM)
- 『リング』 - Ring (1974年、ECM)
- 『セブン・ソングス』 - Seven Songs for Quartet and Chamber Orchestra (1974年、ECM)
- 『イン・ザ・パブリック・インタレスト』 - In the Public Interest (1974年、Polydor)
- 『ドリームス・ソー・リアル』 - Dreams So Real (1976年、ECM)

ジャック・ディジョネット
- Sorcery (1974年、Prestige)
- 『イレジスタブル・フォーセズ』 - Irresistible Forces (1987年、Impulse!)
- 『オーディオ・ヴィジュアル・スケイプス』 - Audio-Visualscapes (1988年、Impulse!)

クラウディオ・ファゾーリ
- Bodies (1990年、Innowo)
- Cities (1993年、RAM)
- Ten Tributes (1995年、RAM)
- Trois Trios (1999年、Splasc(H))

チャーリー・ヘイデン
- 『戦死者たちのバラッド』 - The Ballad of the Fallen (1983年、ECM)
- 『ドリーム・キーパー』 - Dream Keeper (1990年、DIW)
- 『ライヴ・アット・モントリオール V』 - The Montreal Tapes: Liberation Music Orchestra (1999年、Verve)

その他
- ジェリー・バーガンジィ : On Again (1998年、RAM)
- コン・ブリオ : Con Brio (1983年、Plug)
- コン・ブリオ : The Ray (1987年、Not Fat)
- ハル・クルック : Hero Worship (1997年、RAM)
- ピーノ・ダニエレ : Un Uomo in Blues (1990年、CGD)
- ピーノ・ダニエレ : Sotto 'O Sole (1991年、CGD)
- ドミニク・イーデ : The Long Way Home (1999年、RCA Victor)
- アイデン・エッセン : Pictures (1989年、Bellaphon)
- ラズロ・ガードニー : Breakout (1994年、Avenue Jazz)
- マイケル・ギブス : 『イン・ザ・パブリック・インタレスト』 - In the Public Interest (1974年、Polydor)
- ウディ・ハーマン : Woody (1970年、Cadet)
- ジム・ホール : 『ライブ・アット・タウン・ホール'90』 - Live at Town Hall (1991年、Musicmasters)
- チャーリー・マリアーノ : Somewhere, Out there (2013年、New Edition)
- ウォルフガング・ムースピール : Live at the Jazz Standard (2010年、Material)
- ミカ・ポーヒョラ : Myths & Beliefs (1996年、GM)
- ブルーノ・レイバーグ : Chrysalis (2004年、OrbisMusic)
- スティーヴ・スワロウ : Deconstructed (1997年、Xtra Watt)
- スティーヴ・スワロウ : Always Pack Your Uniform on Top (2000年、Xtra Watt)
- ハーヴィー・シュワルツ : 『イン・ア・ディファレント・ライト』 - In a Different Light (1990年、Bluemoon)
- ゲイリー・トーマス : 『バイ・エニー・ミーンズ・ネセサリー』 - By Any Means Necessary (1989年、JMT)
- ダン・ウォール : On the Inside Looking In (2000年、Double-Time)

## 主な著書
- Goodrick, Mick (1987). The Advancing Guitarist: Applying Guitar Concepts and Techniques. Hal Leonard Corp.. ISBN 0881885894
- Goodrick, Mick (2003). Factorial Rhythm: For All Instruments. Liquid Harmony Books. ISBN 0971185824
- Goodrick, Mick (2003). Mr. Goodchord's Almanac of Guitar Voice-Leading for the Year 2001 and Beyond, Vol. 1: Name That Chord. Liquid Harmony Books. ISBN 0971185808
- Goodrick, Mick (2005). Mr. Goodchord's Almanac of Guitar Voice-Leading for the Year 2001 and Beyond, Vol. 2: Do Not Name That Chord. Liquid Harmony Books. ISBN 0971185816
- Goodrick, Mick (2007). Mr. Goodchord's Almanac of Guitar Voice-Leading for the Year 2001 and Beyond, Vol. 3: Beyond the Mother Lode. Liquid Harmony Books. ISBN 9780971185845
- Goodrick, Mick (2008). 36 Solo Pieces for Fingerstyle Guitar + Duo, Trio, & Quartet Arrangements. Liquid Harmony Books. ISBN 9780971185852
- Goodrick, Mick; Miller, Tim (2012). Creative Chordal Harmony for Guitar: Using Generic Modality Compression. Berklee Press. ISBN 978-0876391280